# Entré Scenen
EntréScenen var et åbent teater beliggende i Grønnegade i Aarhus.
Entré Scenen præsenterede fortrinsvis moderne, eksperimenterende scenekunst fra ind- og udland. Det kan være teater, dans, performance, musikoptræden, stand-up og shows.
Blandt de scenekunstnere og grupper, der har kunnet opleves på Entré Scenen er bl.a Forced Entertainment (UK), The Stuffed Puppet Theatre (NL), Veras øje (DK), Kristján Ingimarsson (IS), Odin Teatret (DK), Teater Får302 (DK), Teater C (DK) og Von Baden (DK).
I november 2011 lukkede teateret og genopstod som Bora Bora.

## Kunstneriske ledere
- – 2000 Helle Scheibel
- 2000 – Jesper de Neergaard